# Taiwo Odubiyi
Taiwo Odubiyi (sinh ngày 29 tháng 05 năm 1965) là một tác giả, diễn giả quốc tế, chuyên gia cố vấn về hôn nhân và mối quan hệ, và đồng thời là Mục sư cao cấp, cùng với chồng là Mục sư Sola Odubiyi, của The Still Waters Church International với Trụ sở tại Ikorodu, Nigeria. Với ba cô con gái và một chức vụ, Taiwo đã viết hơn 20 cuốn tiểu thuyết lãng mạn truyền cảm hứng, đã giành giải thưởng; gồm các sách cho trẻ em; và sách tự giúp đỡ về nạn hiếp dâm và các mối quan hệ bất chính; ngoài ra là các tiểu thuyết / sách mới được xuất bản hàng năm. Cô cũng là chủ tịch của Sáng kiến Hỗ trợ Gia đình TenderHearts và là người sáng lập cùng Mục sư Taiwo Odubiyi. Cô ấy cũng là một biên tập viên truyền hình, bởi một chuyên mục trong Tin tức Canada Nigeria , Gương quốc gia và Báo nhập cư Hoa Kỳ; và người dẫn chương trình phát thanh và truyền hình Nigeria ' It All About You.

## Sự nghiệp
Taiwo Odubiyi được sinh ra trong gia đình của ông Jonathan Olufemi Soyombo và bà Victoria Olubamwo Soyombo. Cô và anh trai sinh đôi là con út trong gia đình có bảy người con. Cô được sinh ra ở Abeokuta, và lớn lên ở Lagos, Nigeria. Cô học trường trung học Reagan Memorial Baptist và tốt nghiệp Đại học Bách khoa, với bằng HND về Kế toán. Cô cũng có bằng thạc sĩ Quản trị kinh doanh từ FUTA, Akure. Cô và chồng, Reverend Sola Odubiyi, được tấn phong làm mục sư vào năm 1996, dưới sự lãnh đạo của "Cha mẹ trong Chúa" Mục sư Taiwo Odukoya và Mục sư quá cố Bimbo Odukoya (tổng giám mục của Nhà thờ Fountain of Life). Cô và chồng may mắn có con riêng.

## Sách

### Tiểu thuyết lãng mạn truyền cảm hứng
Những cuốn tiểu thuyết từng đoạt giải thưởng này  khuyến khích, tư vấn và hướng dẫn những người trong các mối quan hệ (người độc thân và đã kết hôn). Khá phổ biến ở Nigeria, chúng được đọc trên khắp đất nướcn này và quốc tế.
Một số tác phẩm tiêu biểu, gồm:
- Trong tình yêu dành cho chúng tôi
- Sốt tình yêu
- Tình yêu trên Pulpit
- Bóng tối từ quá khứ
- Khoảng thời gian này
- Nước mắt trên gối của tôi
- Ôi em yêu!
- Để yêu lần nữa
- Bạn đã tìm thấy tôi
- Điều gì đã thay đổi bạn?
- Mối tình đầu của tôi
- Quá nhiều của một điều tốt
- Với chiếc nhẫn này
- Tình yêu mãi mãi
- Bạn đã đến
- Một cho tôi
- Biển hối hận
- Đắm tàu với bạn

### Sách cho trẻ em
Taiwo tin rằng không bao giờ là quá sớm để dạy và giáo dục trẻ em về những nguy hiểm của tình dục trước khi kết hôn và nhận thức được những kẻ quấy rối trẻ em.
- Được cứu bởi Victor
- Không ai là ai cả
- Ngày mai lớn hơn
- Cậu bé ăn trộm
- Joe và mẹ kế của anh, Bibi
- Nike và người lạ
- Billy the Bully

### Những cuốn sách khác về mối quan hệ và hiếp dâm
- 30 điều chồng làm điều đó làm tổn thương vợ
- 30 điều vợ làm điều đó làm tổn thương chồng
- Lời Chúa cho người độc thân
- Dành cho người độc thân
- Hiếp dâm & Cách xử lý [Phiên bản tiếng Anh]. (Cuốn sách này là để khuyến khích, tư vấn và tư vấn cho những người bị hãm hiếp và người thân của họ; để ngăn chặn nó xảy ra với người khác; và thông báo cho công chúng về mức độ nghiêm trọng của vấn đề.)
- Ifi'pa bani lopo (Phiên bản Yoruba của Hiếp dâm & Cách xử lý)

## Chương trình tư vấn và hội thảo
Taiwo thể hiện niềm đam mê mãnh liệt đối với các mối quan hệ thông qua tư vấn và các chương trình và hội thảo thường xuyên, như:
- Câu lạc bộ Keepersant Keepers (dành cho thanh thiếu niên)
- Liên kết đơn
- Người phụ nữ với người phụ nữ
- Khi phụ nữ cầu nguyện
- Cặp đôi Line Live

## Nhà thờ
Taiwo Odubiyi là Mục sư phụ tá cao cấp của The Still Waters Church International, tọa lạc tại Thành phố Ikorodu, Nigeria. Cô tham dự chi nhánh trụ sở cùng với chồng mình, Reverend Sola Odubiyi, là mục sư cao cấp và tổng giám thị. Có một số chi nhánh của nhà thờ trên khắp Nigeria.

## Mục sư Taiwo Odubiyi Bộ
Mục sư Taiwo Odubiyi Bộ  chịu trách nhiệm xuất bản các tiểu thuyết truyền cảm hứng và sách thông tin; tư vấn cho các cá nhân về các mối quan hệ và làm thế nào để sống một cuộc sống tốt hơn; truyền bá Lời và tình yêu của Thiên Chúa ở khắp mọi nơi thông qua chương trình TV và đài phát thanh Đó là tất cả về bạn!; và tổ chức các chương trình (chương trình) thường xuyên và hội thảo cho thanh thiếu niên, người độc thân, phụ nữ và các cặp vợ chồng. Blog Bộ Taiwo Odubiyi chứa các ghi chú truyền cảm hứng và những câu Kinh Thánh để giúp khuyến khích các cá nhân từ mọi tầng lớp xã hội.

## Sáng kiến Hỗ trợ Gia đình TenderHearts
TenderHearts Sáng kiến Hỗ trợ Gia đình là một tổ chức phi chính phủ liên quan đến hỗ trợ, tư vấn và khuyến khích nạn nhân hiếp dâm; tiếp cận với những người ít đặc quyền hơn; tổ chức (tổ chức) các chương trình Giáng sinh (chương trình) cho trẻ em khuyết tật; và đưa ra hỗ trợ về tình cảm & tài chính cho trẻ mồ côi.